# Трой Бейкер
Трой Едвард Бейкер (англ. Troy Edward Baker, 1 квітня 1976) — американський актор, актор озвучування і музикант, відомий за роль головних або культових персонажів у різних відеоіграх. Його найбільш відомими працями голосом є: Джоел в «The Last of Us», Кандзі Тацуми в «Persona 4», Букера Девітта в «BioShock Infinite», то Джокера в «Batman: Arkham Origins», Делсін Ров в «Infamous Second Son», Сем Дрейк в «Uncharted 4: A Thief's End» і «Uncharted: The Lost Legacy», Револьвер Оцелот в «Metal Gear Solid V: The Phantom Pain», Пейґан Мін в «Far Cry 4», Рис у «Tales from the Borderlands», Лоґан Теккерей в «Guild Wars 2» і Юрій Ловелл в «Tales of Vesperia». Він також озвучував багато аніме, в тому числі: «Basilisk», «Trinity Blood», «Fullmetal Alchemist», «One Piece», «Bleach» та «Naruto: Shippuden».
До акторської кар'єри Бейкер був вокалістом і ритм-гітаристом у інді-рок-групі Tripp Fontaine, яка випустила радіо синґл «Burning Out» з дебютного альбому Random Thoughts on a Paper Napkin у 2004 році. Його перший сольний альбом «Sitting in the Fire» вийшов 14 жовтня 2014 року. 6 жовтня 2017 року Бейкер та група підтримки Sitting in the Fire випустили другий альбом Moving Around Bias під новою назвою Window to the Abbey.

## Особисте життя
У 2012 році Бейкер одружився з Памелою Волворт. Їхній син, Тревеллер Гайд Бейкер, народився у 2018 році.

## Фільмографія

### Відеоігри
| Рік               | Назва                                       | Роль                                                                                | Примітки                                                                       |
| ----------------- | ------------------------------------------- | ----------------------------------------------------------------------------------- | ------------------------------------------------------------------------------ |
| 2 червня 2009     | Red Faction: Guerrilla                      | Алек Мейсон                                                                         |                                                                                |
| 9 червня 2009     | Prototype                                   | Різні                                                                               |                                                                                |
| 27 серпня 2009    | Tekken 6                                    | Браян Ф'юрі                                                                         | відсутній у титрах                                                             |
| 6 жовтня 2009     | Star Wars: The Clone Wars – Republic Heroes | Кул Теска                                                                           |                                                                                |
| 20 жовтня 2009    | Marvel Super Hero Squad                     | солдат Щ.И.Т.а #2, агент A.I.M. #2, громадянин #3, кур'єр                           |                                                                                |
| 10 листопада 2009 | Call of Duty: Modern Warfare 2              | Джозеф Аллен                                                                        | Угрупований під "Additional Voice Talent"                                      |
| 17 листопада 2009 | Resident Evil: The Darkside Chronicles      | інші                                                                                |                                                                                |
| 5 січня 2010      | Darksiders                                  | Абаддон, Страґа, Стражі                                                             |                                                                                |
| 9 березня 2010    | Final Fantasy XIII                          | Снов Віллейрс                                                                       |                                                                                |
| 8 червня 2010     | Metal Gear Solid: Peace Walker              | солдати, інші                                                                       |                                                                                |
| 22 червня 2010    | Transformers: War for Cybertron             | Джетфаєр, Зета Прайм, інші                                                          |                                                                                |
| 23 серпня 2010    | Mafia II                                    | громадяни                                                                           |                                                                                |
| 26 жовтня 2010    | Fable III                                   | голосовий актор Walla                                                               |                                                                                |
| 9 листопада 2010  | Call of Duty: Black Ops                     | Terrance Brooks                                                                     |                                                                                |
| 18 жовтня 2011    | Batman: Arkham City                         | Тім Дрейк / Робін, Дволикий                                                         | Угрупований під "Voice Over Actors". Також у доповнені Harley Quinn's Revenge. |
| 15 листопада 2011 | Saints Row: The Third                       | Протагоність (стандартний чоловічий голос)                                          |                                                                                |
| 15 листопада 2011 | Ultimate Marvel vs. Capcom 3                | Нова                                                                                | Угрупований під "Voice Talent"                                                 |
| 7 грудня 2011     | Batman: Arkham City Lockdown                | Робін                                                                               | Угрупований під "Voice Over Actors"                                            |
| 20 грудня 2011    | Star Wars: The Old Republic                 | Зеніт, Терон Шань, інші                                                             | Також у різних додаткових паках                                                |
| 31 січня 2012     | Final Fantasy XIII-2                        | Снов Віллейрс                                                                       |                                                                                |
| 6 березня 2012    | Mass Effect 3                               | Кай Ленґ                                                                            |                                                                                |
| 20 березня 2012   | Silent Hill 2 HD                            | Джеймс Сандерленд                                                                   |                                                                                |
| 15 травня 2012    | Diablo III                                  | Скоундрел                                                                           | Також у розширеному наборі Diablo III: Reaper of Souls                         |
| 22 травня 2012    | Tom Clancy's Ghost Recon: Future Soldier    | Привид 30K, інші                                                                    |                                                                                |
| 17 червня 2012    | Lego Batman 2: DC Super Heroes              | Бетмен, Дволикий, Сінестро, Брейніак, Говкмен                                       |                                                                                |
| 14 серпня 2012    | Darksiders II                               | Дравен, Сліпінг Ворден, Фарисеєр, Безднута кузня, Загублений наглядач, Легіон       |                                                                                |
| 21 серпня 2012    | Transformers: Fall of Cybertron             | Джезз, Джетфаєр, Кікбек                                                             |                                                                                |
| 28 серпня 2012    | Guild Wars 2                                | Лоґан Теккерей                                                                      | Також у розширеному наборі Guild Wars 2: Heart of Thorns                       |
| 2 жовтня 2012     | Resident Evil 6                             | Джейк Мюллер                                                                        | Також захват руху                                                              |
| 12 березня 2013   | God of War: Ascension                       | Оркос, багатокористувацький диктор, робітник, ув'язнений                            | Також захват руху для Orkos                                                    |
| 19 березня 2013   | The Walking Dead: Survival Instinct         | Айден, Вокер                                                                        |                                                                                |
| 26 березня 2013   | BioShock Infinite                           | Букер ДеВітт                                                                        | Також у розширеному наборі Burial at Sea                                       |
| 16 квітня 2013    | Injustice: Gods Among Us                    | Дік Ґрейсон / Найтвінґ, Сінестро, солдат Атлантиди                                  | Угрупований під "Voice Talent"                                                 |
| 14 травня 2013    | Metro: Last Light                           | англійський дубляж                                                                  |                                                                                |
| 29 травня 2013    | Unearthed: Trail of Ibn Battuta             | англійський дубляж                                                                  |                                                                                |
| 4 червня 2013     | Marvel Heroes                               | Нова, юнак Дедпул                                                                   |                                                                                |
| 14 червня 2013    | The Last of Us                              | Джоел                                                                               | Також захват руху. Також у розширеному наборі Left Behind.                     |
| 20 серпня 2013    | Saints Row IV                               | Президент (стандартний чоловічий голос)                                             |                                                                                |
| 22 жовтня 2013    | Lego Marvel Super Heroes                    | Фендрал, Ґрут, Соколине око, Д.Ж.А.Р.В.І.С., Локі, Місячний лицар, Чарівник         | Угрупований під "VO Talent"                                                    |
| 25 жовтня 2013    | Batman: Arkham Origins                      | Джокер                                                                              | Також у грі Batman: Arkham Origins Blackgate                                   |
| 21 березня 2014   | Infamous Second Son                         | Делсін Ров                                                                          | Також захват руху. Також у розширеному наборі Infamous First Light.            |
| 24 червня 2014    | Transformers: Rise of the Dark Spark        | Джезз, Джетфаєр, Кікбек                                                             |                                                                                |
| 4 липня 2014      | Transformers Universe                       | Джетфаєр, Слайтшот, Гук                                                             |                                                                                |
| 23 вересня 2014   | Disney Infinity series                      | Соколине око, Локі                                                                  |                                                                                |
| 30 вересня 2014   | Middle-earth: Shadow of Mordor              | Тейліон                                                                             | Також захват акторської гри                                                    |
| 4 листопада 2014  | Call of Duty: Advanced Warfare              | Джек Мітчелл                                                                        | Також вигляд та захват руху                                                    |
| 11 листопада 2014 | Lego Batman 3: Beyond Gotham                | Брюс Вейн / Бетмен, Бетмен з Цур-Ен-Арра, Бетмен (Террі Мак-Ґінніс), Майстер музики |                                                                                |
| 13 листопада 2014 | World of Warcraft: Warlords of Draenor      | Ґул'дан                                                                             |                                                                                |
| 18 листопада 2014 | Far Cry 4                                   | Пейґан Мін                                                                          |                                                                                |
| 25 листопада 2014 | Tales from the Borderlands                  | Ріс, Томмі                                                                          |                                                                                |
| 2 грудня 2014     | The Crew                                    | Алекс Тейлор                                                                        |                                                                                |
| 26 березня 2015   | Infinite Crisis                             | Супермен                                                                            |                                                                                |
| 14 квітня 2015    | Mortal Kombat X                             | Еррон Блек, Фуджін, Шіннок                                                          |                                                                                |
| 12 червня 2015    | Lego Jurassic World                         | Приборкувач велоцирапторів                                                          | Згруповано під "Voice Cast"                                                    |
| 23 червня 2015    | Batman: Arkham Knight                       | Лицар Аркхема, Дволикий                                                             |                                                                                |
| 1 вересня 2015    | Metal Gear Solid V: The Phantom Pain        | Ocelot                                                                              | Також вигляд                                                                   |
| 27 вересня 2015   | Lego Dimensions                             | Бетмен , Дволикий, Гонест Джо Статлер, Діджитл Оверлорд                             |                                                                                |
| 10 травня 2016    | Uncharted 4: A Thief's End                  | Сем Дрейк                                                                           | Також захват руху                                                              |
| 2 серпня 2016     | Batman: The Telltale Series                 | Брюс Вейн / Бетмен, Томас Вейн                                                      |                                                                                |
| 30 серпня 2016    | World of Warcraft: Legion                   | Ґул'дан, Генерал Брет Г'юз                                                          |                                                                                |
| 13 жовтня 2016    | Batman: Arkham VR                           | Джейсон Тодд                                                                        |                                                                                |
| 5 серпня 2017     | Batman: The Enemy Within                    | Брюс Вейн / Бетмен, горлоріз #3                                                     |                                                                                |
| 22 серпня 2017    | Uncharted: The Lost Legacy                  | Сем Дрейк                                                                           |                                                                                |
| 10 жовтня 2017    | Middle-earth: Shadow of War                 | Таліон                                                                              | також захват акторської гри                                                    |
| 20 квітня 2018    | God of War                                  | Маґні                                                                               |                                                                                |
| 23 квітня 2019    | Mortal Kombat 11                            | Еррон Блек, Шіннок                                                                  |                                                                                |
| 8 листопада 2019  | Death Stranding                             | Гіґґс                                                                               | Також захват руху.                                                             |
| 19 червня 2020    | The Last of Us Part II                      | Джоел                                                                               | Також захват руху.                                                             |
| 15 квітня 2020    | Marvel's Avengers                           | Брюс Беннер/Галк                                                                    |                                                                                |
| 17 червня 2025    | Date Everything!                            |                                                                                     |                                                                                |
| 26 червня 2025    | Death Stranding 2                           | Гіґґс                                                                               | Також захват руху.                                                             |

## Дискографія
Стиудійні альбоми
- «Random Thoughts on a Paper Napkin» (2004, з Tripp Fontaine)
- «Sitting in the Fire» (2014)
- «Moving Around Bias» (2017, з Window to the Abbey)

Синґли
- Burning Out (2004, with Tripp Fontaine)
- My Religion (2013)
- Merry Christmas (2015)
- Water into Wine (2017, з Window to the Abbey)
- The Promise (2017, з Window to the Abbey)

Пісні з відеоігр
- Will The Circle Be Unbroken? (2013) – у BioShock Infinite;
- Cold, Cold Heart (2013) – у Batman: Arkham Origins у доповнені Cold, Cold Heart.[3][4]